# غلام‌رضا عنایتی
غلام‌رضا عنایتی (زادهٔ ۱ مهر ۱۳۵۵) بازیکن سابق و مربی کنونی فوتبال اهل ایران است.

## دوران بازیگری

### آقای گلی
رضا عنایتی توانسته در تیم‌های ابومسلم خراسان و استقلال تهران، ۳ بار آقای گل بازی‌های لیگ ایران شود او در فصل ۸۰_۸۱ در تیم ابومسلم خراسان و در فصل ۸۳_۸۴ و ۸۴_۸۵ در دو فصل پیاپی و در تیم فوتبال استقلال تهران با ۲۰ و ۲۱ گل زده به عنوان آقای گل رقابت‌های لیگ برتر انتخاب شد. وی در فصل ۹۲–۹۳ توانست بعد از کریم انصاری‌فرد با ۱۳ گل، دومین گلزن لیگ برتر ایران شود.

### آقای گل تاریخ لیگ
غلامرضا عنایتی با ۱۴۷ گل زده رکورد دار بیشترین گل زده در تاریخ لیگ برتر ایران را دارد.

### رکورددار گل زده در یک بازی
عنایتی در هفته آخر اولین دوره لیگ برتر با لباس ابومسلم خراسان در برابر استقلال رشت ۷ گل به ثمر رساند که از لحاظ گلزنی در یک بازی لیگ، یک رکورد محسوب می‌شود. این بازی ۹–۲ به نفع ابومسلم به پایان رسید.

### سیاه جامگان
او با قراردادی به ارزش ۳۰۰ میلیون تومان، در فصل ۹۴–۹۵ به تیم سیاه‌جامگان مشهد پیوست.

### صبای قم
عنایتی در سه فصل مجزا به عضویت باشگاه صبای قم در آمده بود.
وی به نوعی اسطوره این باشگاه کم طرفدار بوده و نهایتا آخرین بازی رسمی خود را نیز در ترکیب ابن تیم در ورزشگاه یادگار امام قم در هفته پایانی لیگ شانزدهم خلیج فارس با شکست مقابل استقلال خوزستان انجام داد و همراه این تیم طعم سقوط به لیگ آزادگان را نیز چشید.

### خداحافظی از فوتبال
رضا عنایتی در روز شنبه ۱۴ شهریور ۱۳۹۶، در بازی دوستانه بین تیم منتخب مشهد و منتخب کربلا، از فوتبال خداحافظی کرد.

## دوران مربیگری
وی در تاریخ ۳۱ تیرماه ۹۷ با عقد قراردادی هدایت تیم فوتبال پاس همدان را بر عهده گرفت و چند روز مانده به آغاز رقابت‌های لیگ دسته دوم از این تیم جدا شد.
وی در ۳۱ اردیبهشت ۱۴۰۲ به عنوان سرمربی تیم ملی فوتبال امید ایران منصوب شد؛ تیم امید با هدایت وی در بازی‌های آسیایی ۲۰۲۲  با شکست مقابل هنگ کنگ در مرحله یک‌چهارم از گردونه ی این رقابت‌ها کنار رفت و در مسابقات انتخابی جام ملت های زیر ۲۳ سال آسیا ۲۰۲۴ هم با شکست مقابل ازبکستان فرصت حضور در این جام را از دست داد. 
عنایتی در ۱ آذر ۱۴۰۲ ، به عنوان سرمربی تیم فوتبال پیکان انتخاب شد.  عنایتی از هفته دهم مسئولیت فنی پیکان را در حالی پذیرفت تا شاید بتواند این تیم را که تا هفته دهم  با ۸ امتیاز در جایگاه سیزدهم قرار داشت از منطقه سقوط دور کند اما در این امر موفق نبود و در پایان فصل پیکان با ۲۷ امتیاز به دسته پایین‌تر سقوط کرد و عنایتی هم از این تیم کنار گذاشته شد.
او به عنوان یکی از مربیان ناموفق و همواره ناکام در ادوار لیگ ایران شناخته میشود و در سابقه او سه سقوط از لیگ برتر به لیگ یک با تیم های سیاه جامگان مشهد، نفت مسجد سلیمان و پیکان تهران و اخراج از قشقایی شیراز به چشم میخورد.

## آمار مربیگری
تا تاریخ ۲۷ مرداد ۱۴۰۲
| تیم             | از             | تا              | رکورد | رکورد | رکورد | رکورد | رکورد      |
| تیم             | از             | تا              | بازی  | برد   | مساوی | باخت  | درصد برد % |
| --------------- | -------------- | --------------- | ----- | ----- | ----- | ----- | ---------- |
| سیاه جامگان     | ۱ دسامبر ۲۰۱۷  | ۵ مارس ۲۰۱۸     | ۱۴    | ۱     | ۴     | ۹     | ۰۰۷        |
| قشقایی شیراز    | ۱۶ ژوئن ۲۰۱۹   | ۱۶ سپتامبر ۲۰۱۹ | ۵     | ۱     | ۱     | ۳     | ۰۲۰        |
| هوادار          | ۲۲ دسامبر ۲۰۱۹ | ۴ ژوئن ۲۰۲۲     | ۸۳    | ۳۵    | ۲۵    | ۲۳    | ۰۴۲        |
| نفت مسجد سلیمان | ۲۳ ژانویه ۲۰۲۳ | ۷ مارس ۲۰۲۳     | ۶     | ۰     | ۴     | ۲     | ۰۰۰٫۰۰     |
| امید ایران      | ۲۱ مه ۲۰۲۳     | ۲۲ نوامبر ۲۰۲۳  | ۱۲    | ۶     | ۴     | ۲     | ۰۵۰        |
| پیکان           | ۲۲ نوامبر ۲۰۲۳ | ۲ ژوئن ۲۰۲۴     | ۰     | ۰     | ۰     | ۰     | —          |
| سایپا           | 2 جولای 2025   |                 |       |       |       |       |            |
| مجموع           | مجموع          | مجموع           | ۱۲۰   | ۴۳    | ۳۸    | ۳۹    | ۰۳۶        |

## افتخارات
به عنوان بازیکن
تیم ملی فوتبال ایران
 جام ملت‌های آسیا ۲۰۰۴

باشگاهی
باشگاه فوتبال استقلال تهران
 قهرمان لیگ برتر فوتبال ایران ۸۵-۸۴
 نایب قهرمان لیگ برتر فوتبال ایران ۸۳-۸۲
باشگاه فوتبال سپاهان اصفهان
 قهرمان لیگ برتر فوتبال ایران ۹۰-۸۹

### به عنوان سرمربی
باشگاه فوتبال هوادار
 نایب قهرمان لیگ آزادگان ۲۱-۲۰۲۰ صعود به لیگ برتر خلیج فارس
تیم ملی فوتبال امید ایران
 نایب قهرمان مسابقات زیر ۲۳ سال غرب آسیا ۲۰۲۳

### افتخارات فردی
⚽️ برترین گلزن تاریخ لیگ برتر خلیج فارس با ۱۴۷ گل
⚽️ بهترین بازیکن فوتبال ایران  ۸۵–۱۳۸۴ 
⚽️ رکورددار بیشترین گل زده در یک بازی در تاریخ لیگ ایران با ۷ گل
⚽️ آقای گل لیگ برتر ایران ۰۲-۲۰۰۱ (۱۷ گل)
⚽️ آقای گل لیگ برتر ایران ۰۵-۲۰۰۴ (۲۰ گل)
⚽️ آقای گل لیگ برتر ایران ۰۶-۲۰۰۵ (۲۱ گل)